# Тарас Бульба (повість)
«Тара́с Бу́льба» — повість письменника Миколи Гоголя, вперше опублікована в 1835 році у збірці «Миргород».
Сюжет повісті оповідає про Україну першої половини 17 століття, де українські запорозькі козаки воюють супроти поляків. Головний герой — козацький полковник Тарас Бульба.[⇨]
Перша редакція повісті була опублікована у 1835 році; її літературознавці вважають українофільскою/проукраїнською. Друга редакція повісті була опублікована у 1842 році; її літературознавці вважають русофільською/проімперською (з елементами юдофобії, полонофобії та українофобії). Саме друга редакція повісті отримала позитивні оцінки російських літературних критиків, оскільки у другій редакції, на відміну від першої, присутнє прославляння російського царя, зображено запорізьких козаків як прихильників Росії та російськості, які палко бажають аби Україна «приєдналася» до Росії. На думку літературних критиків, повість Тарас Бульба є єдиним прозовим твором Гоголя, де він зробив ідеологію російського націоналізму невід'ємною частиною оповіді й зробив спробу створити російську націю з українського історичного матеріалу та етнічних особливостей.[⇨]
Незважаючи на свою імперськість, повість Тарас Бульба стала популярною в Україні відразу по виходу, й починаючи з 1850-го року вийшло вже більше десяти повних україномовних перекладів повісті.[⇨]
Крім того повість Тарас Бульба стала однією з найуспішніших прозових творів російської літератури, що надихнула як українських, так і іноземних митців на цілу плеяду різних похідних творів, включно з операми та оперетами, фільмами, серіалами, картинами та іншими мистецькими виробами.[⇨]

## Натхнення

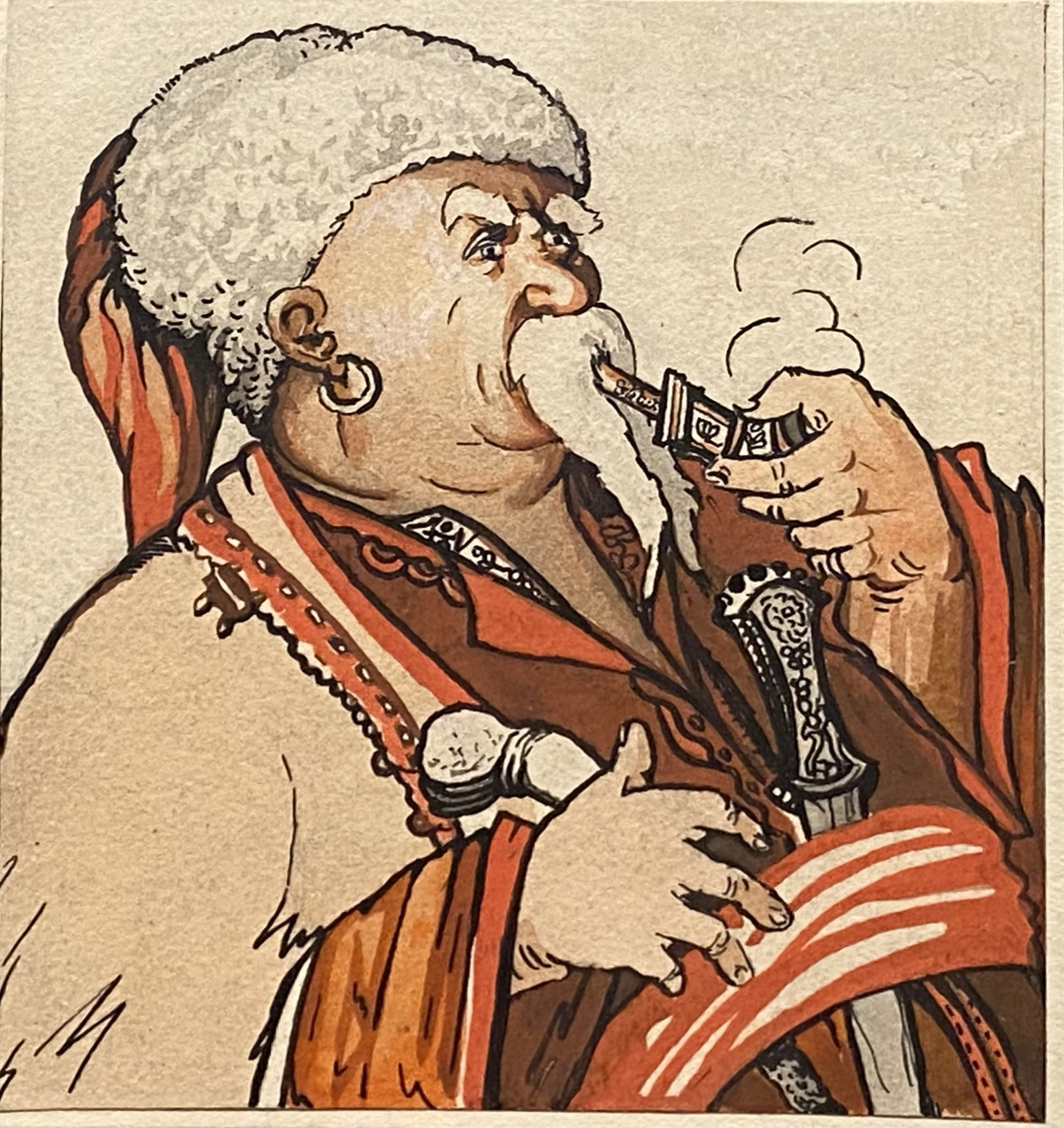
Міхась Філіпович. Тарас Бульба

Невідомо достеменно чи базується персонаж Тараса Бульби, головного протагоніста роману, на якійсь справжній історичній особі, чи він був повністю вигаданий Гоголем для твору.
Згідно з однією з версій натхненням для створення образу Тараса Бульби був його предок полковник Війська Запорозького Низового Остап Гоголь. У Остапа Гоголя
було двоє синів приблизно одного віку, які навчалися у вищому навчальному закладі Львова й один з них (старший) загинув у 1671 році від рук жовнірів під час оборони Могилева, а інший невдовзі, в 1674 році перейшов на бік поляків, які перед тим вбили його брата.

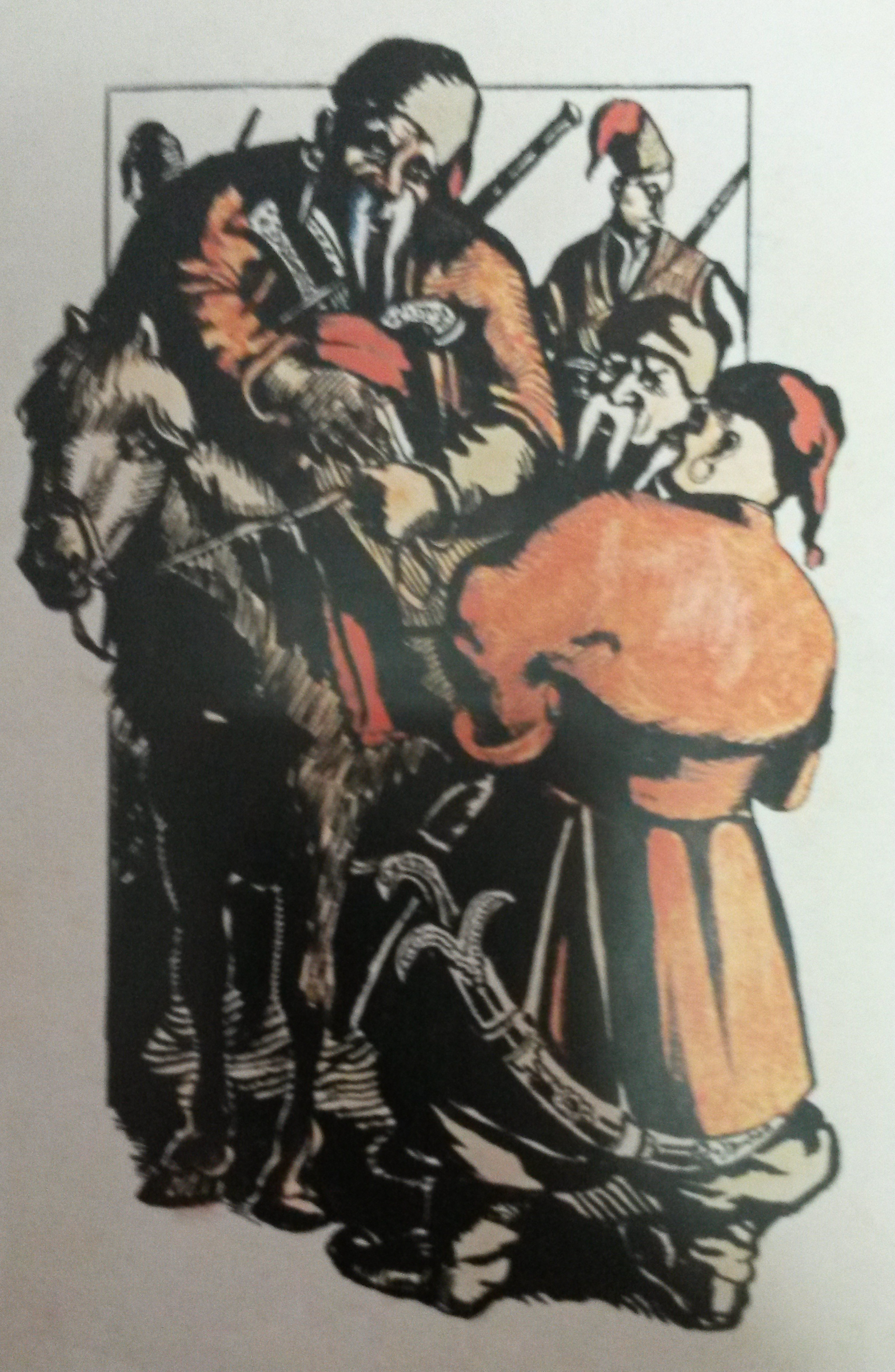
Міхась Філіпович. Тарас Бульба

Згідно з іншою теорією натхненням для створення образу Тараса Бульби був один з предків відомого українського дослідника Миклухи-Маклая — курінний отаман Війська Запорізького Низового Охрім Макуха. Дядько Миклухи-Маклая по батьковій лінії, який навчався і товаришував із Миколою Гоголем, міг зацікавити Гоголя родинними переказами про предків Миклухів-Маклаїв, й зокрема розказати про те, що у їхнього предка курінного отамана Війська Запорізького Низового Охріма Макухи було троє синів, Омелько, Назар і Хома, які воювали за визволення України з-під польської шляхти. Один з цих трьох синів Охріма Макухи, Назар, закохався у шляхетну польську панночку, перейшов на бік поляків і сховався в обложеній запорожцями фортеці. Зганьблені брати вирішили викрасти зрадника. Але на зворотному шляху натрапили на варту. Хома загинув у нерівному бою, а Омелькові з бранцем вдалося втекти. Курінний власноруч стратив сина-перевертня.
Згідно з іншою теорією натхненням для створення образу Тараса Бульби був одних з героїв українського епосу про запорозьких козаків які в певний час були союзниками поляків, як от Сава Чалий (козак, якого було страчено у 1741 році після служби полковником у приватній армії польського шляхтича, і чию страту наказав виконати його власний батько за зраду української ідеї), Павло Тетеря (гетьман Війська Запорозького, у різні роки провадив то антимосковську то антипольську політику; вмер від отруєння за загадкових обставин), Іван Барабаш (гетьман Війська Запорозького, у різні роки провадив то антимосковську то антипольську політику; за версією деяких істориків вбитий козаками за пропольську політику) тощо, про яких Гоголь мав знати з таких українських народних пісень як Про хитрість вжиту Богданом Хмельницьким супроти Барабаша, Про козака Саву, Пісня про Саву Чалого, Тетеря, Зрадник Тетеренко, Вбивство Тетеренка тощо, які якраз виходили друком у 1810-30-х роках окремими виданнями у кількох збірках різного авторства (й до збору україномовних пісень для деяких з тих збірок доклався й сам Гоголь). Зокрема мова йде про такі збірки україномовних пісень 1810-30-х років як Досвід збирання старовинних малоросійських пісень (рос. Опытъ собранія старинныхъ малороссійскихъ пѣсней), видану у 1819 році у Санкт-Петербурзі етнографістом-фольклористом Миколою Цертелєвим, Малоросійські пісні (рос. Малороссійскія пѣсни) та Українські народні пісні (рос. Украинскія народныя пѣсни), видані у 1827 та 1834 роках, відповідно, у Москві етнографістом-фольклористом Михайлом Максимовичем, Запорозька старезність (рос. Запорожская старина), видану у 1833 році у Харкові етнографістом-фольклористом Ізмаїлом Срезневським, та Малоросійські та червоноруські народні думи й пісні (рос. Малороссійскія и червонорусскія народныя думы и пѣсни), видану у 1836 році у Санкт-Петербурзі етнографістом-фольклористом Платоном Лукашевичем.

## Сюжет (згідно з 2-ю ред. 1842 року)

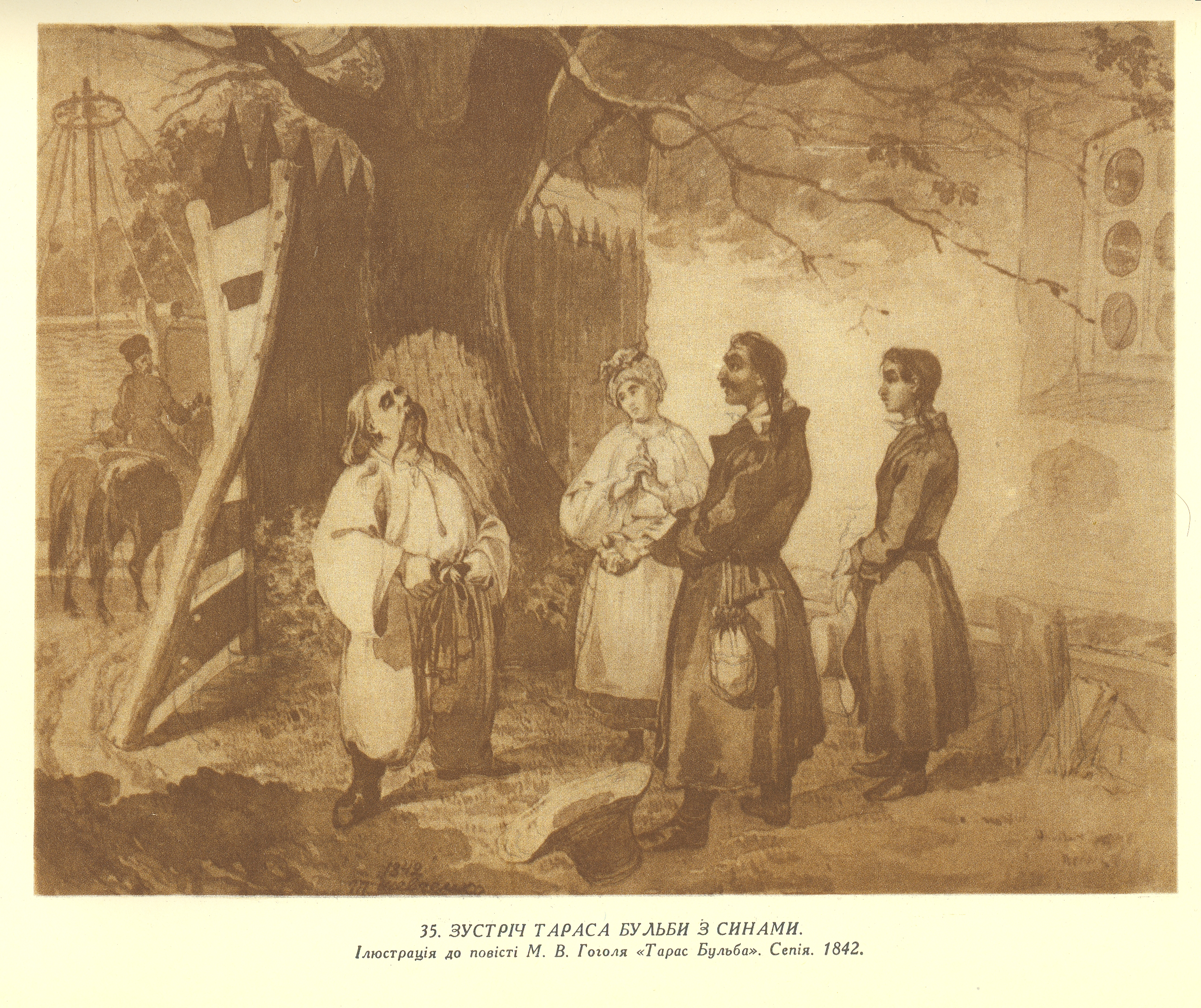
Тарас Шевченко. «Зустріч Тараса Бульби з синами». Ілюстрація (1842)

До старого козацького полковника Тараса Бульби повертаються після випуску з Київської академії два його сини — Остап і Андрій.
Тарас Бульба вирішує відправити Остапа і Андрія на Запорозьку Січ, бажаючи навчити їх бойового мистецтва і зробити з них справжніх козаків. Тарас наступного ж дня після приїзду синів хоче їхати. Це викликає жаль у його дружини, яка дуже сумувала за своїми синами і змушена тепер з ними знову розпрощатись.
Дорогою до Січі Тарас згадує своє життя. Остап, старший син Тараса, має суворий і мужній характер, але не позбавлений природної доброти, а тому також сумує за матір'ю. Андрій, молодший син, також важко переживає прощання з матір'ю, але дорогою він згадує вродливу польку, яку він зустрів у Києві.

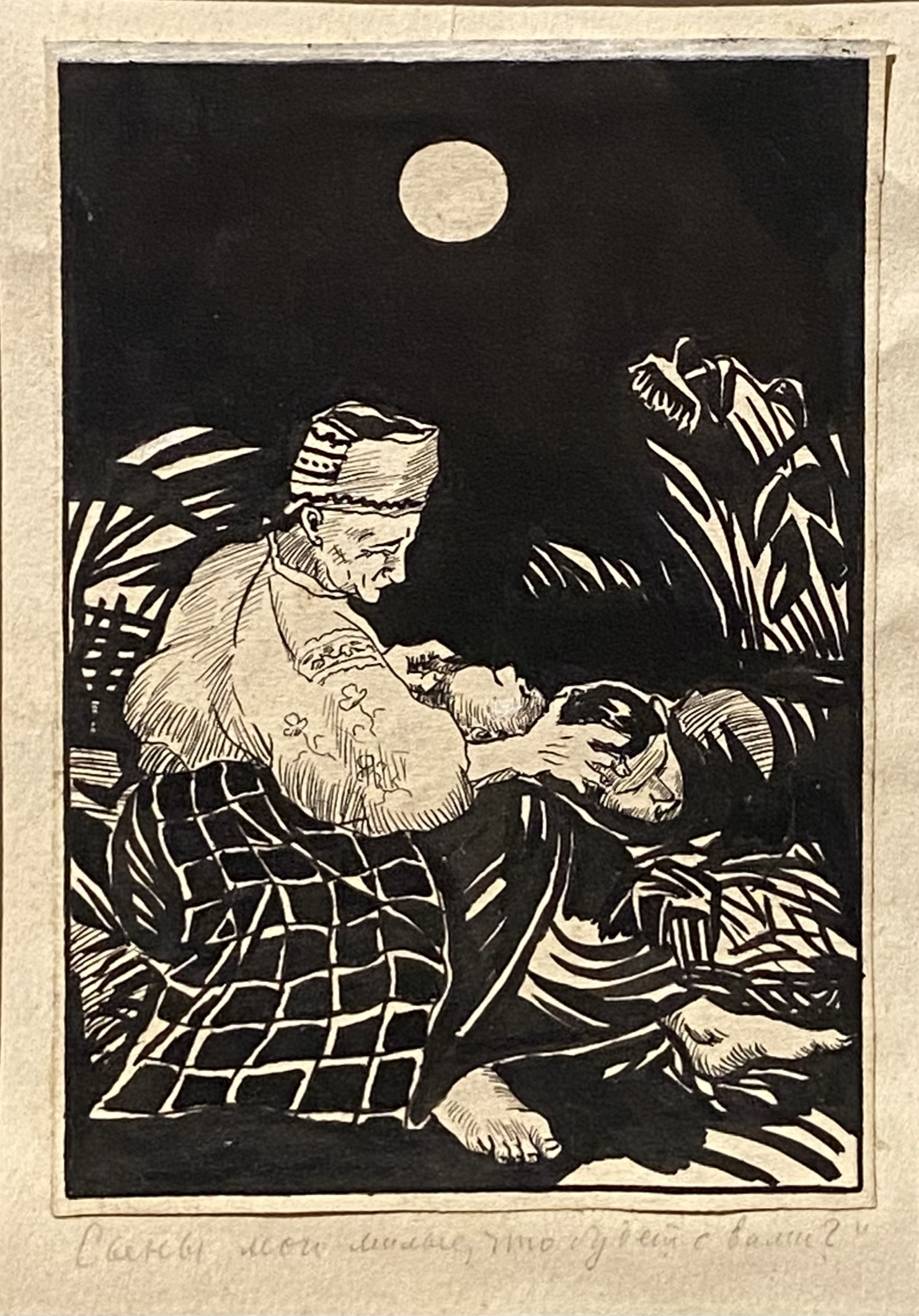
Міхась Філіпович. Тарас Бульба

Січ зустрічає Тараса із синами розгульним життям. Остап і Андрій швидко стають своїми у компанії козаків. Однак Тарасові не подобається спокійне життя — він прагне навчити своїх синів бою, і для цього потрібно піти в похід проти турків або інших одвічних ворогів України. Він вирішує обрати нового кошового для Січі, оскільки попередній живе в мирі з ворогами. До козаків доходять новини, що поляки здійснюють наругу над українським населенням.
Незабаром козаки йдуть війною на Польщу. Остап і Андрій мужніють у боях, що подобається Тарасові. Козаки хочуть захопити Дубно, місто під владою поляків, однак поляки довго тримають оборону. Козаки беруть місто в облогу і чекають, коли в ньому почнеться голод.
В одну з темних ночей Андрія знаходить і будить татарка, служниця польки, в яку закоханий Андрій. Татарка каже, що панночка — в місті, вона побачила Андрія з міського валу і просить його допомогти їй. Андрій бере мішки з хлібом і по підземному ходу татарка веде його в місто. Зустріч з панночкою вирішує долю Андрія — він відрікається від батька, брата, козацтва і вітчизни заради коханої і переходить на сторону поляків.
Польські війська, прислані на підкріплення, проходять в місто повз п'яних козаків, перебивши багатьох, частину забравши в полон. Це ще більше розлючує козаків — вони продовжують облогу. Тарас дізнається про зраду Андрія від знайомого єврея на ім'я Янкель.
На додачу з Січі приходить новина, що за час відсутності основної сили татари напали на Січ і полонили козаків та захопили казну. Козацьке військо під Дубном ділиться надвоє — половина іде на допомогу товаришам, половина продовжує облогу.
Поляки дізнаються про послаблення у козацькому війську і кидають усі свої сили на них. На стороні поляків воює Андрій. Тарас Бульба наказує козакам заманити його до лісу і там, зустрівшись з Андрієм віч-на-віч, вбиває його. Останнє слово Андрія — ім'я прекрасної панночки. Поляки завдяки підкріпленню знищують запорожців. Остап потрапляє в полон, пораненого Тараса вивозять на Січ.
Видужавши, Тарас переконує єврея Янкеля таємно переправити його у Варшаву, щоб там він спробував викупити Остапа. Однак запізно — Остапа страчують на очах у батька.
Козаки збирають величезну армію і йдуть війною на Польщу. Найбільшу доблесть у боях проявляє полк Тараса Бульби. Розгромлений польський гетьман Потоцький присягається не нападати більше на козацькі землі. Козаки погоджуються на мир — усі, крім Тараса і його полку. Він каже, що поляки порушать клятву. Так і стається — поляки відновлюють сили і розбивають козаків.
Тарас продовжує з полком знищувати Польщу. Його оголошують в розшук і відправляють за ним погоню, взявши врешті-решт в облогу. Козаки прориваються через польські лави, але Тарас губить свою люльку і кидається її шукати. Цим користуються поляки — вони хапають Тараса. Бульба кричить своїм козакам тікати. Самого Тараса спалюють на вогні.

### Сюжетні відмінності між 1-ю редакцією 1835 року та 2-ю редакцією 1842 року
Друга редакція повісті 1842 року мала три нових розділи й загалом була значно довшою за першу редакцію повісті 1835 року й мала більше сюжетних деталей. Також багато сюжетних подій відбувались дещо інакше у другій редакції, особливо відрізняється фінал — в другій версії повісті Тараса спалюють, а першій — лише беруть у полон. У другій версії битви описані більш детально, ніж у першій.

## Тарас Бульба у контексті російського антиукраїнського колоніально-імперіалістичного наративу

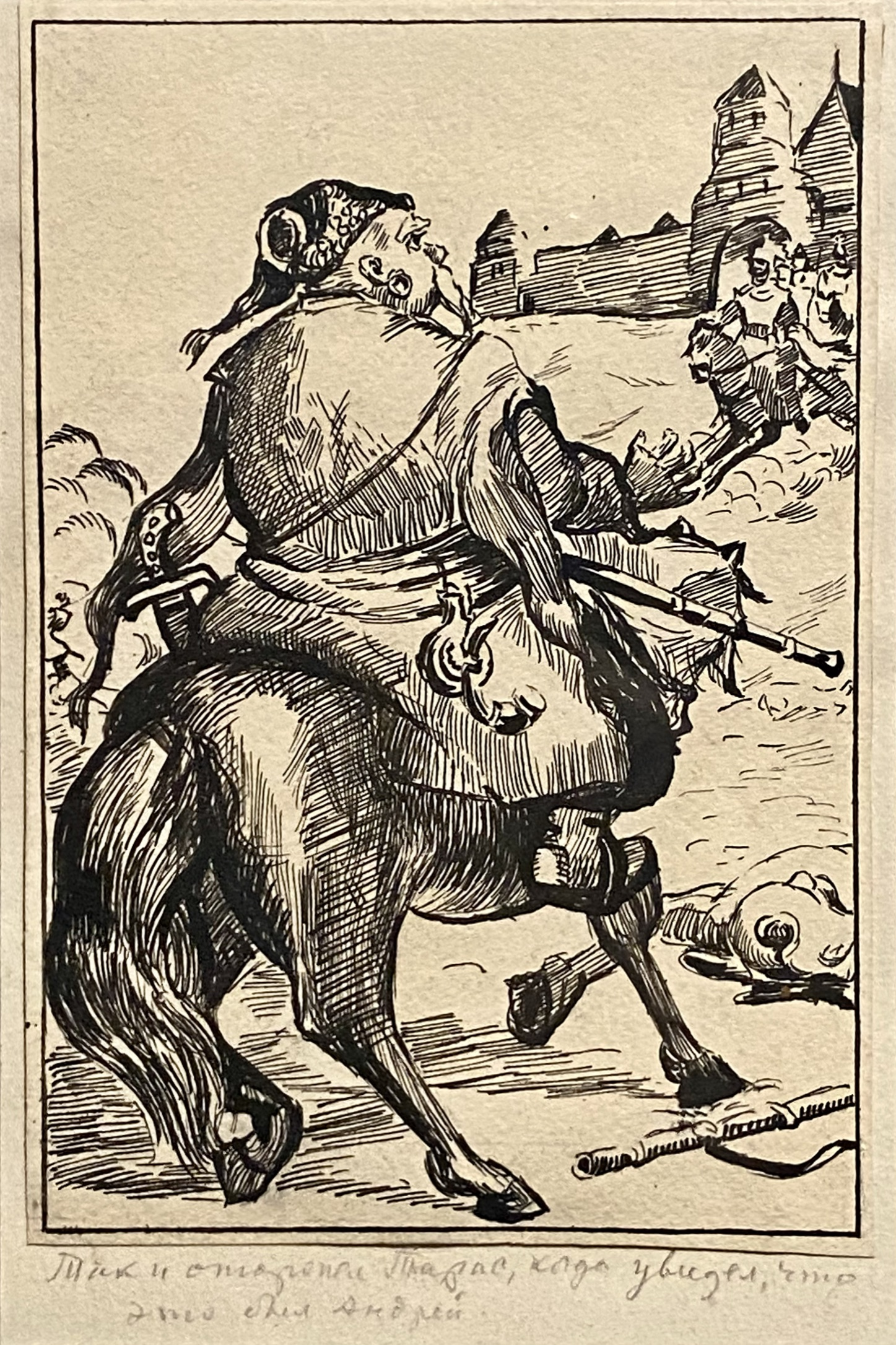
Міхась Філіпович. Тарас Бульба

Друга версія Гоголівської повісті Тарас Бульба стала одним з ключових творів у контексті створення у 1800-х роках російського антиукраїнського колоніально-імперіалістичного наративного міту.
У другій версії повісті Гоголь додав чимало русофільських елементів з прославлянням російського царя, зображено запорізьких козаків, як прихильників Росії та російськості, які палко бажають аби Україна «приєдналася» до Росії. Русифікувавши запорозьких козаків, Гоголь створив свою власну русифікаторську версію запорозьких козаків, де вони постають як палкі русофіли, які видають передсмертні фрази на кшталт «хай прославляється навіки вічні свята православна російська земля». Переслідуючи кілька проросійських політично-вмотивованих цілей, Гоголь протиставляє козаків Тараса Бульби полякам (а не росіянам, з якими Україна часів козаччини воювала не менше, ніж з поляками), оскільки саме зображення у повісті скидання козаками «польського ярма» (а не «московського поневолення») допомагало підсилювати ідеологію російського імперіалізму. Описувана Гоголем прихильність козаків до Росії та російського царя не відповідає історичній дійсності, оскільки козаки в цей час разом з поляками здійснювали військові походи проти Московського царства. На відміну від таких історичних подій, як повстання Мазепи, коли козаки виступили проти Росії, українсько-польські війни сприяли зображенню української сторони як шляхетної, героїчної та такої, що була «на правильному (тобто на російському) боці історії». Поляки також виявилися зручними ворогами в контексті Листопадового повстання 1831 року, в якому вони домагалися незалежності від Росії і висловлювали реституціоністські претензії на частину України. У боротьбі з цими непокірними ворогами росіян гоголівські українці доводять свою вірність російській короні. Тема ворожості українців до Польщі також дає можливість Гоголеві побороти стереотип, який пов'язував українську мову та культуру з мовою і культурою непокірних поляків.
Загалом літературознавці називають першу редакцію повісті 1835 українофільською/проукраїнською, а другу редакцію повісті 1842 року — русофільською/проімперською (з елементами юдофобії, полонофобії та українофобії). Поляки протестували проти цієї полонофобної повісті М. Гоголя. На думку літературних критиків, повість Тарас Бульба є єдиним прозовим твором Гоголя, де він зробив ідеологію російського націоналізму невід'ємною частиною оповіді й зробив спробу створити російську націю з українського історичного матеріалу та етнічних особливостей.

## Невідповідності твору М. Гоголя історичній дійсності

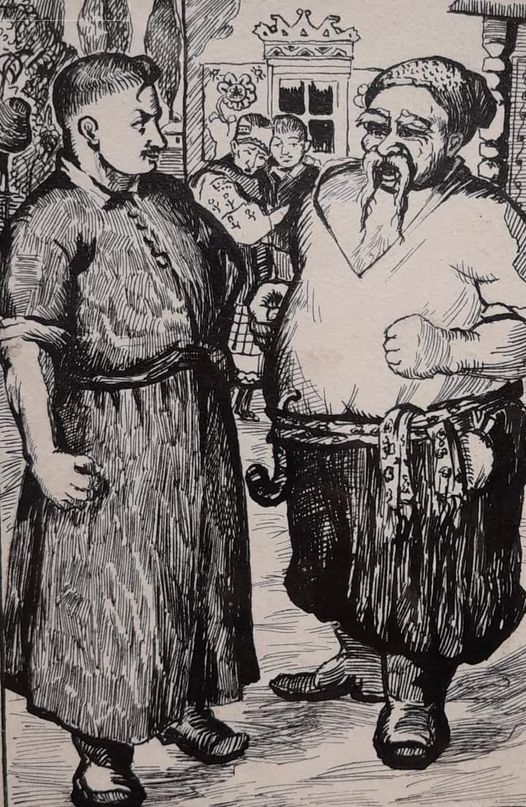
Міхась Філіпович. Тарас Бульба

М. Гоголь зображає козаків полум'яними прихильниками Росії та російського царя. Однак, описувана М. Гоголем прихильність козаків до Росії та російського царя не відповідає історичній дійсності того часу, оскільки козаки в цей час разом з поляками здійснювали військові походи проти Московського царства. М. Гоголь представляє козаків як ворогів Польщі та поляків (ляхів). Насправді, як це можна взнати з історичної літератури, козаки в цей час були ворогами шляхти Речі Посполитої, серед якої значну частину складала шляхта непольського походження. В першій редакції твору ще згадується «Украйна» — «спорное и нерешенное владение», а в другій редакції замість «Украйни» появляється «южная первобытная Россия», що також не відповідає історичній дійсності, оскільки російська держава тоді офіційно найменувалася Московським царством, Московією. В повісті М. Гоголя поляки беруть в полон п'яних козаків, але відомо з історичної літератури, що козакам було заборонено (під страхом смертної кари) вживати алкогольні напої під час військових походів.

## Переклади українською

Микола Гоголь Тарас Бульба (пер. Володимира Супранівського. Коломия: Око. 1929)

### Друковані видання українською
Перші бібліографічні покажчики україномовних перекладів творів Миколи Гоголя, й зокрема Тараса Бульби, почали з'являтися в спеціалізованій періодиці ще в перші кілька десятиліть 1900-х років, як в цісарській так і в підросійській Україні. А впродовж решти 1900-х років такі покажчики вже стали виходити у окремих спеціалізованих бібліографічних книгах. З плином часу та появою нових україномовних перекладів творів Гоголя з'являлися все новіші й новіші бібліографічні покажчики україномовних перекладів творів Гоголя, найповнішим з яких станом на 2020 рік був виданий у 2009 році у Ніжині покажчик Микола Гоголь: українська бібліографія. Однак й окрім ніжинського покажчика 2009 року у перші кілька десятиліть 2000-х років з'явилося ще кілька інших значущих бібліографічних покажчиків україномовних перекладів Гоголя. Згідно з цими бібліографічними покажчиками україномовних перекладів творів Гоголя, станом на 2020 рік існує 12 різних повних перекладів українською мовою повісті Гоголя Тарас Бульба, що виходили починаючи з 1850 й дотепер.
Слід зазначити що з цих 12 україномовних перекладів Тараса Бульби деякі україномовні переклади робилися їх перекладачами з редакції повісті 1835 року (1-ша редакція, яка має менше цареславлення та українофобії), а деякі — з редакції повісті 1842 року (2-га редакція, яка має більше цареславлення та українофобії), а деякі взагалі робили власну користувацьку мішанину з редакцій 1835 та 1842 років.
У згаданому покажчику 2009 року «Микола Гоголь: українська бібліографія» зазначено, що перший україномовний переклад повісті Гоголя Тарас Бульба, написаний з використанням максимовичівської версії українського правопису, було здійснено Петром Головацьким (під криптонімом П. Д. Ф. Г-ий; Львів, 1850; Коломия, 1910). Окрім перекладу Головацького, в цісарській Україні та підросійській Україні перекладачами Гоголівського Тараса Бульби українською стали: маловідомий український педагог та літератор Михайло Лободовський (під псевдо М. Лобода; Київ, 1874; передрук: Харків, 1883), добре знаний західноукраїнський письменник Василь Щурат (Львів, 1900; передрук: Львів-Золочів, 1901), відомий українофіл та член Одеської української громади Михайло Комаров (під псевдо М. Уманець; Одеса, 1910), блискучий український актор, театральний діяч та літератор Микола Садовський (Київ, 1910; згодом неодноразово перевидавався, включно з сучасними передруками під творчою редакцією Івана Малковича та Євгена Поповича надрукованими у видавництві А-ба-ба-га-ла-ма-га), відомий західноукраїнський літератор Лесь Гринюк (під псевдо Ст. Віль; Коломия, 1911; передрук: Вінніпеґ, 1918) та знаний західноукраїнський літератор Володимир Супранівський (Коломия, 1924, передрук: Коломия, 1929).
У радянській Україні також з'явилось декілька україномовних перекладів Гоголівського Тараса Бульби, зокрема перекладачами повісті українською стали: знаний український літератор Андрій Ніковський (під псевдо А. Василько; Харків, 1930; у 1937 року цей переклад Ніковського повторно вийшов у київсько-одеському видавництві Молодий більшовик, але лише з зазначенням літредактора, Кость Трофімова, й без зазначення імені перекладача через початок теророру совітами Ніковського під час російсько-радянського терору 1930-х років супроти україномовних інтелектуалів України; ще пізніше цей переклад передруковувався в наш час, зокрема у 2007 та 2009 роках у київському видавництві Школа), та відомий український літератор Антін Хуторян (Харків-Київ, 1935; згодом неодноразово передрукований як в радянській так і в сучасній Україні).
У буремні часи II Світової війни з'явився дуже цікавий анонімний український переклад Гоголівського Тараса Бульби. Так, у 1941 році у Празі у серії Літературна бібліотека «ЮТ» у Видавництві Юрія Тищенка (належало Юрію Тищенку) вийшло видання нового українського перекладу Тараса Бульби підписане як зроблене «гуртом». У виданні вказано, що дереворитні образки у цьому виданні зробив український художник Юрій Вовк, а передмову написав хтось під криптонімом «Р-Б» (можливо під цим криптонімом ховається справжній автор цього українського перекладу). У тогочасній українській діаспорній пресі були надруковані кілька відгуків на цей перекалд. Зокрема мовознавець та літературознавець Юрій Шевельов надрукував критичну статтю на цей переклад у грудневому числі 1942 року часопису Український засів, де Шевельов порівнював цей переклад з попередніми укрперекладами XIX ст. Михайла Лободи (Лободовського), Миколи Уманця (Комарова), та Андрія Василька (Ніковського) й дійшов висновку що перед нами ж не стільки переклад, скільки вільна й невільна переробка і, може, навіть підробка. Хоча інші літкритики того часу більш прихильно відгукнулися про цей переклад, зокрема, літкритики Ілько Борщак та Борис Унбеґаун позитивно відгукнулися про цей переклад у своєму огляді україномовних видань у 24 томі за 1948 рік французького часопису Revue des études slaves, описавши цей переклад як неперевершений анонімний [український] переклад Тараса Бульби (фр. une excellente [ukrainien] traduction anonyme de Taras Bulba).
У сучасній Україні також з'явились нові україномовні переклади Гоголівського Тараса Бульби. Зокрема у 2003 році у київському видавництві Дніпро побачив світ переклад канонічного першого видання Гоголя 1835 року, який здійснив популярний український письменник Василь Шкляр. Цей переклад Шкляра набув значного розголосу в українському суспільстві, але думки щодо нього розділилися. Зокрема, переклад високо оцінили українські критики, але в українофобських колах України переклад був сприйнятий негативно: відома своєю українофобською позицією газета 2000 випустила статтю з нищівною критикою перекладу під заголовком Відкриття Тараса Бульби, або «Обережно, підробка!», а тодішній посол Росії в Україні Віктор Черномирдін заявляв, що Гоголь такого не міг написати. Також у 2006 році у харківському видавництві Школа побачив світ новий переклад Гоголівського Тараса Бульби зроблений маловідомою перекладачкою Інною Базилянською.
Окремо слід зазначити, що 1900-1910-х роках у Львові у Типоґрафії Ставрпеґийського Інституту галицькі москвофіли кілька разів видавали Тараса Бульбу в російськомовному оригіналі, але додаючи у примітки переклади українською великої кількості російськомовних слів. У 1900 році у своєму огляді згадуваного російськомовного видання галицьких москвофілів 1900 року, Володимир Гнатюк дав таку характеристику цим виданням: «коли [галицькі] москвофіли побачили, що їм на кождім кроці починає усувати ся земля з під ніг, [вони] почали сильно аґітувати за реорґанізациєю своїх прихильників […] постановили кинути ся між народ […] й за всяку ціну вирішили переробити наших селян на москалів. Аби до того дійти якнайскорше, порішили поперед усего навчини селян по московськи. Наслідком тої постанови є власне отся книжка [оригінальної російськомовної версії Тараса Бульби]. Виданє зроблено тим способом, що побіч ориґінальних слів подають ся в скобках пояснення [українською]. […] Цікаво знати, що лишить ся в голові селянина по прочитаню такого сорокатого тексту.»; а у 1909 році у своїй статті Украінські переклади з Гоголя. Бібліографічна замітка для газети Рада Дмитро Дорошенко дав таку характеристику цим виданням: «Треба згадати ще, що кілька років тому галицькі москвофіли видали „Тараса Бульбу“ ніби в оригіналі, але з такою силою пояснень (подаючи переклади трохи не кожного слова), що це видання скидається більше на переклад».
1. Переклад Петра Головацького (під криптонімом П. Д. Ф. Г-ий):
- Нікалай Гоголь. Тарас Бульба: Повесть из запорожской старины. На галицко-рускій язык переведена П. Д. Ф. Г-им [Головацьким]. Львов: Изд. И. Федорович. Тип. Ставропиг. Института, 1850. 172 стор.

- (перевидання) Микола Гоголь. Тарас Бульба: Повесть из запорожской старины. На галицко-русскій язык переведена П. Д. Ф. Г-им [Головацьким]. Коломия: Черенками и накладом М. Білоуса. 1910. 181 стор. (2-ге вид.)

2. Переклад Михайла Лободовського (під псевдонімом М. Лобода):
- Микола Гоголь. Тарас Бульба. Переклад з рос.: М. Лобода [Лободовський]. Київ: Тип. М. П. Фрица. 1874. 172 стор.

- (перевидання) Микола Гоголь. Тарас Бульба: Переклад з третего выданьня. Перекладар: М. Л. [Лободовський]. Харків: Печатня Окружного штаба. 1883. 235 стор. (2-м заходом)

3. Переклад Василя Щурата:
- Микола Гоголь. Тарас Бульба. З великоруської мови переклав: Василь Щурат. Львів: Накладом М. Яцкова і С-ки; Золочів: Друкарня Вільгельма Цукеркандля. 1900. 204 стор. (Народна бібліотека No. 4 —6)

- (перевидання) Микола Гоголь. Тарас Бульба. З великоруської мови переклав: Василь Щурат. Львів-Золочів: Накладом М. Яцкова і С-ки. 1901. ? стор.

4. Переклад Михайла Комарова (під псевдонімом М. Уманець):
- Микола Гоголь. Тарас Бульба: Повість М. Гоголя. Переклад з рос.: Михайло Уманець [Комаров]. Одеса: Видавництво «Сніп»; Тип. Е. И. Фесенко, 1910. 146 стор.

5. Переклад Миколи Садовського:
- Микола Гоголь. Тарас Бульба. Пер[еклав]: М. Садовський. Київ: Друкарня 1-ї Київської друкарської спілки, 1910. 160 стор.

- (перевидання) Микола Гоголь. Тарас Бульба. Переклад з рос.: Микола Садовський. Київ: Видавництво Товариства «Час». 1918. 174 стор.
- (перевидання) Микола Гоголь. Тарас Бульба. Переклад з рос.: Микола Садовський; переднє слово: Ф. Якубовський. Київ: Видавництво «Сяйво». 1928. 188 стор. (серія «Бібліотека української повісті»)
- (перевидання) Микола Гоголь. Тарас Бульба. Переклад з рос.: Микола Садовський за редакцією Івана Малковича та Євгена Поповича; пердмова: Т. Гундорова. Київ: «А-БА-БА-ГА-ЛА-МА-ГА». 1998. 192 стор. ISBN 966-7047-10-5 (серія «Перлини світової літератури — студентам та школярям»)
- (перевидання) Микола Гоголь. Тарас Бульба: збірка Переклад з рос.: Микола Садовський за редакцією Івана Малковича та Євгена Поповича, Максим Рильський; малюнки: Владислав Єрко. Київ: «А-БА-БА-ГА-ЛА-МА-ГА», 2005. 320 стор. ISBN 966-7047-66-0 (серія «Книги, які здолали час»)
- (перевидання) Микола Гоголь. Тарас Бульба. Переклад з рос. Микола Садовський за редакцією Івана Малковича та Євгена Поповича. // Микола Гоголь. Повісті Гоголя. Найкращі українські переклади у 2-х томах: Т. 2. Переклад з рос. Микола Садовський, Антін Харченко, Максим Рильский; малюнки: Кость Лавро, Владислав Єрко. Київ: «А-БА-БА-ГА-ЛА-МА-ГА», 2009. 304 стор. ISBN 978-966-7047-96-2
- (перевидання) Микола Гоголь. Тарас Бульба / Taras Bulba. Пер. з рос. на укр.: Микола Садовський; пер. з рос. на англ.: Пітер Константайн. Київ: Пульсари. 2009. 192 стор. ISBN 978-966-2171-41-9 (прим. текст паралельна укр. та англ.)

6. Переклад Леся Гринюка (під псевдонімом Ст. Віль):
- Микола Гоголь. Тарас Бульба. Переклад з російської: Ст. Віль. Коломия: «Галицька Накладня Я. Оренштайна», 1911. 192 стор. (Загальна бібліотека; Число 63/64)

- (перевидання) Микола Гоголь. Тарас Бульба. Переклав Ст. Віль. Вінніпеґ: Накладом «Руської Книгарнї». 1914. 125 стор.
- (перевидання) Микола Гоголь. Тарас Бульба. Переклад з російської: Ст. Віль. Вінніпеґ: Канадійсько-Українська Видавнича Спілка. 1918. 201 стор.

7. Переклад Володимира Супранівського:
- Микола Гоголь. Тарас Бульба. Переклад з російської: Володимир Супранівський. Коломия: ОКА; накладом О. Кузьми, в друкарні М. Бойчука. 1924. 196 стор.

- (перевидання) Микола Гоголь. Тарас Бульба. Переклад з російської: Володимир Супранівський. Коломия: ОКА. 1929. 204 стор. (2-ге вид.)

8. Переклад Андрія Ніковського (під псевдонімом А. Василько)
- Микола Гоголь. Тарас Бульба: Переклад з російської: А. Василько. // Микола Гоголь. Твори. Том 2. Переклад з російської: Антін Харченко, Максим Рильський, С. Василько, С. Вільховий. Харків: Книгоспілка, 1930. 332 стор.: С. 29—155

- (перевидання) Микола Гоголь. Тарас Бульба: Переклад з російської: А. Василько. Харків-Київ: Книгоспілка, 1930. 146 стор. (серія «Бібліотека для всіх»)
- (перевидання) Микола Гоголь. Тарас Бульба. Переклад з російської: Андрій Ніковський (прим. у самому виданні перекладача не вказано). Київ-Одеса: «Молодий більшовик», 1937. 216 стор.
- (перевидання) Микола Гоголь. Тарас Бульба. Переклад з російської: Андрій Ніковський (прим. у самому виданні перекладача не вказано). // Микола Гоголь. Твори, Том I—II: Т. II. Переклад з рос.: Андрій Ніковський та ин. Нью Йорк: Видавниче Товариство Книгоспілка. 1955. 251 стор.: С. 20-155
- (перевидання) Микола Гоголь. Тарас Бульба; Страшна помста. Пер. з рос. Андрій Ніковський (прим. у самому виданні перекладача не вказано). Київ: Школа; Київ: Національний книжковий проект. 2007. 236 стор. ISBN 966-661-612-2 (серія «Моя улюблена книжка»)
- (перевидання) Микола Гоголь. Тарас Бульба: збірка. Пер. з рос. Андрій Ніковський, Леся Українка, Михайло Обачний та ін. Київ: Школа. 2009. 384 стор. ISBN 966-661-645-9 (серія «Шкільна хрестоматія»)

9. Переклад Антіна Хуторяна:
- Микола Гоголь. Тарас Бульба. Пер. з рос.: Антін Хуторян???. // Микола Гоголь. Вибрані твори. Пер. з рос. за ред. А. Хуторяна, Ф. Гавриша, М. Щербака. Київ-Харків: Держлітвидав. 1935. 695 стор.: С. 147—207.

- (перевидання) Микола Гоголь. Тарас Бульба. Пер з рос.: Антін Хуторян???. // Микола Гоголь. Вибрані Твори. Переклад з рос.: Антін Хуторян (прим. у самому виданні перекладача не вказано). Київ: Радянський письменник, 1946. 324 стор.: С. 131—240.
- (перевидання) Микола Гоголь. Тарас Бульба. Пер з рос.: Антін Хуторян // Микола Гоголь. Вибрані Твори. Переклад з рос.: Антін Хуторян та К. Шмиговський. Київ: Держлітвидав, 1948. 528 стор: С. 63—161.
- (перевидання) Микола Гоголь. Тарас Бульба. Пер з рос.: Антін Хуторян // Микола Гоголь. Твори у 3 томах. Том 2: повісті, драматичні твори. Пер з рос.: А. Хуторян та інші. Київ: Видавництво художної літератури, 1952. 451 стор.
- (перевидання) Микола Гоголь. Тарас Бульба. Пер з рос.: А. Хуторян; малюнки: Є. Кибрика та ін.; ред. В. Р. Лихогруд. Київ: Молодь. 1969. 126 стор. (серія «Бібліотека художніх творів для підлітків та юнацтва „Джерело“»)
- Микола Гоголь. Тарас Бульба: повість. Пер. з рос.: Антін Хуторян; малюнки: М. Дерегуза. Київ: Дніпро. 1984, 93 стор.
- (перевидання) Микола Гоголь. Тарас Бульба. Друга редакція. Переклад з рос.: Антін Хуторян // Микола Гоголь. Зібрання творів: у 7 т.: Т. 2. Редколегія: М. Г. Жулинський (голова) та інші. Київ: Наукова думка. 2008. 240 стор.: сс. 27—126. ISBN 978-966-00-0900-3 (Т. 2) ISBN 978-966-00-0890-2 (серія)
- (перевидання) Микола Гоголь. Тарас Бульба. Пер. з рос.: Антін Хуторян; малюнки: Андрій Говда. Тернопіль: НК-Богдан, 2012. 120 стор. ISBN 978-966-10-2824-0
- (перевидання) Микола Гоголь. Тарас Бульба. Пер. з рос.: Антін Хуторян; малюнки: Андрій Говда. Тернопіль: НК-Богдан, 2017. 192 стор. ISBN 978-966-10-5005-0

10. Переклад гуртом:
- Микола Гоголь. Тарас Бульба: історична повість. Переклад з рос.: гуртом; дереворитні образки: Юрій Вовк; передмова: Р-Б. Прага: Видавництво Юрія Тищенка. 1941. 177 стор. (Літературна бібліотека «ЮТ» ; ч. 1)

- (перевидання) Микола Гоголь. Тарас Бульба: історична повість. Переклад з рос.: гуртом. Ню-Йорк: Говерля. 1955. 178 стор.

11. Переклад Василя Шкляра:
- Микола Гоголь. Тарас Бульба. Перша редакція. Пер. з рос.: Василь Шкляр. Київ: Дніпро. 2003. 164& стор. ISBN 966-578-114-6 (прим.: текст паралельно українською та російською)

- (перевидання) Микола Гоголь. Перша редакція. Пер. з рос.: Василь Шкляр. Львів: Кальварія. 2005. 100 стор. ISBN 966-663-179-2 (серія Individual/Першотвір)
- (перевидання) Микола Гоголь. Тарас Бульба. Перша редакція. Пер. з рос.: Василь Шкляр. Львів: «Кальварія», 2007. 104 стор. ISBN 978-966-6632-46-6
- (перевидання) Микола Гоголь. Тарас Бульба. Перша редакція. Пер. з рос.: Василь Шкляр // Микола Гоголь. Зібрання творів: у 7 т.: Т. 7. Редколегія: М. Г. Жулинський (голова) та інші. Київ: Наукова думка. 2012. 376 стор.: сс. 58—114. ISBN 978-966-00-1174-8 (Т. 7) ISBN 978-966-00-0890-2 (серія)
- (перевидання) Микола Гоголь. Тарас Бульба. Перша редакція. Пер. з рос.: Василь Шкляр. Львів: Апріорі, 2017. 136 стор. ISBN 978-617-629-379-8

12. Переклад Інни Базилянської:
- Микола Гоголь. Тарас Бульба. Пер з рос.: Інна Базилянська // Микола Гоголь. Тарас Бульба. Вій. Вечори на хуторі поблизу Диканьки. Пер з рос.: Інна Базилянська; ред. Р. М. Дерев'янченко; малюнки: О. Панченко. Харків: Школа; Пілігрим. 2006. 415 стор. ISBN 966-8182-59-6 (Золота серія «Бібліотека пригод»)

- (перевидання) Микола Гоголь. Тарас Бульба. Пер з рос.: Інна Базилянська // Микола Гоголь. Тарас Бульба. Вій. Вечори на хуторі поблизу Диканьки. Пер з рос.: Інна Базилянська; малюнки: О. Панченко. Харків: Школа. 2009. 448 стор. ISBN 966-8114-59-6 (Золота серія «Бібліотека пригод»)
- (перевидання) Микола Гоголь. Тарас Бульба. Пер з рос.: Інна Базилянська // Микола Гоголь. Тарас Бульба. Вій. Вечори на хуторі поблизу Диканьки. Пер з рос.: Інна Базилянська; малюнки: О. Панченко. Харків: Школа. 2018. ISBN 978-966-429-526-7 (Золота серія «Бібліотека пригод»)

### Аудіокниги українською
- Микола Гоголь. Тарас Бульба (аудіокнига за українським перекладом Миколи Садовського відредагованого Іваном Малковичем та Євгеном Поповичем). Текст читає: Петро Панчук // CD-диск «Микола Гоголь — Вій. Тарас Бульба». Тривалість: 7 год. 01 хв. (5 год 49 хв — Тарас Бульба, 1 год 12 хв — Вій). Київ: Студія «Книга вголос»; Київ: Наш Формат; Київ: Абук. 2006 (CD диск), 2020 (Абук mp3).[85][86]
- Микола Гоголь. Тарас Бульба (аудіокнига за українським перекладом Михайла Лободовського (псевдо М. Лобода)). mp3. Текст читає: Олександр Кравченко. Тривалість: 6 год. 44 хв. Київ: sluhay. 2019.[87]
- Микола Гоголь. Тарас Бульба (радіовистава за україномовною інсценізацією М. Рильського, Б. Тягна; режисер Б. Тягно, художник: Ю. Стефанчук, композитори: П. Поляков, О. Радченко). mp3. Текст читають: Василь Яременко та інші. Тривалість: 1 год. 59 хв. Львів: Театр імені Марії Заньковецької. Київ: UA: Радіо Культура. 1960 (оригінальний запис), 2020 (трансляція на радіо).[88][89]

## Похідні твори

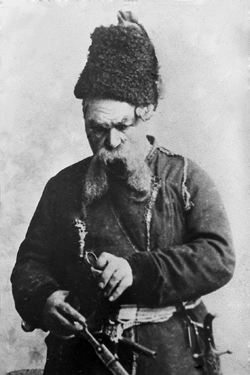
Марко Кропивницький у ролі Тараса Бульби

Екранізації
- Тарас Бульба (1909) — російський німий фільм за повістю, знятий режисером Алєксандром Дранковим
- Тарас Бульба[en] (1924) — німецький німий фільм за повістю, знятий режисерами Владіміром Стріжевскім та Джозефом Єрмольєвим
- Тарас Бульба (1936) — французький фільм за повістю, знятий режисером Алексісом Грановським
- Бунтівний син Тарас Бульба (1938) — британський фільм за повістю, знятий режисером Адріаном Брунелем
- Тарас Бульба (1962) — американський фільм за повістю, знятий режисером Дж. Лі Томпсоном
- Козак Тарас Бульба (1963) — італійський фільм за повістю, знятий режисером Фердінандом Балді
- Дума про Тараса Бульбу (2009) — український телефільм за повістю, знятий режисерами Петром Пінчуком та Євгеном Березняком
- Тарас Бульба (2009) — російський фільм, знятий режисером Володимиром Бортком

Музичні твори
- Тарас Бульба — українська опера за повістю (музика — Миколи Лисенка, лібретто — Михайла Старицького, закінчена автором та вперше надрукована у 1912/1913 році у Ляйпціґу та вперше поставлена у 1924 році у Харкові)
- Тарас Бульба — чеська рапсодія за повістю створена Леошем Яначком (закінчена автором у 1918 році та вперше поставлена у 1921 році у Брно)

Літературні адаптації
- Тарас Бульба під Дубном (поставлена — ?, 1891; надрукована — Москва, 1896) — українська п'єса Костянтин Ванченко-Писанецького вперше поставлена у 1891 році у трупі М. Старицького[90][91] й згодом видана у 1896 році у московському театральному видавництві Рассохіна Малоросійський театр (рос. Малоросийский театр),[92] й ще згодом передрукована у 1919 році у Нью-Йорку[93][94][95][96][97]
- Тарасъ Бульба: драматычни справы в одминах. Налагоджено по Гоголю й по другымъ. Преурочено до другойи четвертыны XVII вику. Рокив пренаймни 1683—1639 (поставлена — ?,?; надрукована — Одеса, 1899) — українська п'єса надрукована в Одесі Олександром Циссом (під криптонімом Ц… батько О.)[98][99]
- Тарас Бульба[100] (поставлена — ?, 1897; надрукована — Москва, 1910) — українська п'єса Михайла Старицького. 1ша редакція на 5 дій 1893 року була заборонена цензурою й не була поставлена, а 2га ред. на 7 дій 1897 року була дозволена цензурою й була поставлена в українському театрі. П'єса вперше надрукована вже після смерті автора у Москві у 1910 році[101] й згодом передрукована у Києві з цього московського видання у 1965 та 1984 роках у 8-томнику Старицького[102][103][93][94]
- Тарас Бульба (Київ, 1941) — нереалізований кіносценарій Олександра Довженка (у Національній бібліотеці України Вернадського є п'ять версій цього сценарію)[104][105]
- Тарас Бульба (Київ, 1993) — український комікс А.Шевченка (текст) та А.Шкільного (малюнки) (прим. текст паралельно українською та англійською)[106]